# Kepler-16b
Kepler-16 b és un exoplaneta que orbita al voltant d'un estel binari eclipsant. Té una mida similar a la del planeta Saturn, però major densitat. Posseeix un període de 229 dies i es troba a uns 105 milions de quilòmetres de l'estel binari, la mateixa distància que separa el planeta Venus del Sol. La temperatura superficial s'estima entre els 70 i els 100 graus negatius, malgrat trobar-se tot just fora de la zona d'habitabilitat, els descobridors pensen que podria tenir un satèl·lit habitable, si disposés d'una atmosfera gruixuda d'efecte hivernacle.
Aquest planeta circumbinari ha estat comparat amb el planeta fictici Tatooine de la saga de pel·lícules de La guerra de les galàxies, tot i que les seves característiques s'allunyen de les del planeta de ficció.